# آنتونی تاپی‌یس
آنتونی تاپی‌یس ئی پوئیگ (اسپانیایی: Antoni Tàpies i Puig‎) نخستین مارکیِ تاپی‌یس (کاتالان: [ənˈtɔni ˈtapi.əs])؛ (زادۀ ۱۳ دسامبر ۱۹۲۳ میلادی – درگذشتۀ ۶ فوریهٔ ۲۰۱۲ میلادی) یک نقاش، مجسمه‌ساز و نظریه‌پرداز هنر اهل کاتالان اسپانیا بود که به یکی از مشهورترین هنرمندان اروپایی نسل خود تبدیل شد. او برندهٔ جوایز گوناگونی همچون جایزه ولف در هنر شده بود.